# Fazantenbes
De fazantenbes, caramelbes of grootmoeders oorbellen (Leycesteria formosa) is een struik, die als sierplant wordt gebruikt. De soort komt van nature voor in West-China en de Himalaya. In Nederland is de fazantenbes verwilderd. Het aantal chromosomen is 2n = 18.
De struik wordt 1,5-5 m hoog. De takken zijn hol en aanliggend behaard, vaak met klierharen. De jonge takken zijn berijpt. De bladeren hebben een 5-15 mm lange bladsteel met aanliggende haren en soms met klierharen. Het blad is ovaal tot lancetvormig, 4-13 cm lang en 2-6 cm breed, toegespitst, met wigvormige tot bijna hartvormige voet en een gaafrandige of getande, soms onregelmatige en ongelijk getande bladrand. Beide zijden van het blad zijn kaal of dun aanliggend behaard.
De fazantenbes bloeit vanaf april tot in oktober. De bloeiwijze is een hangende aar, die 3-10 cm lang is. De 1-2 cm lange, trechtervormige, roze tot paarse bloemen staan in de oksels van de 1,5-3,5 cm lange, paars-violette schutbladen. De bloemen zijn van binnen wit en hebben vijf meeldraden.
De vrucht is een rode, 6-8 mm grote, veelzadige bes met korte klierharen, die verkleurt naar paars. De rijpe bessen zijn eetbaar en hebben een karamelachtige smaak.

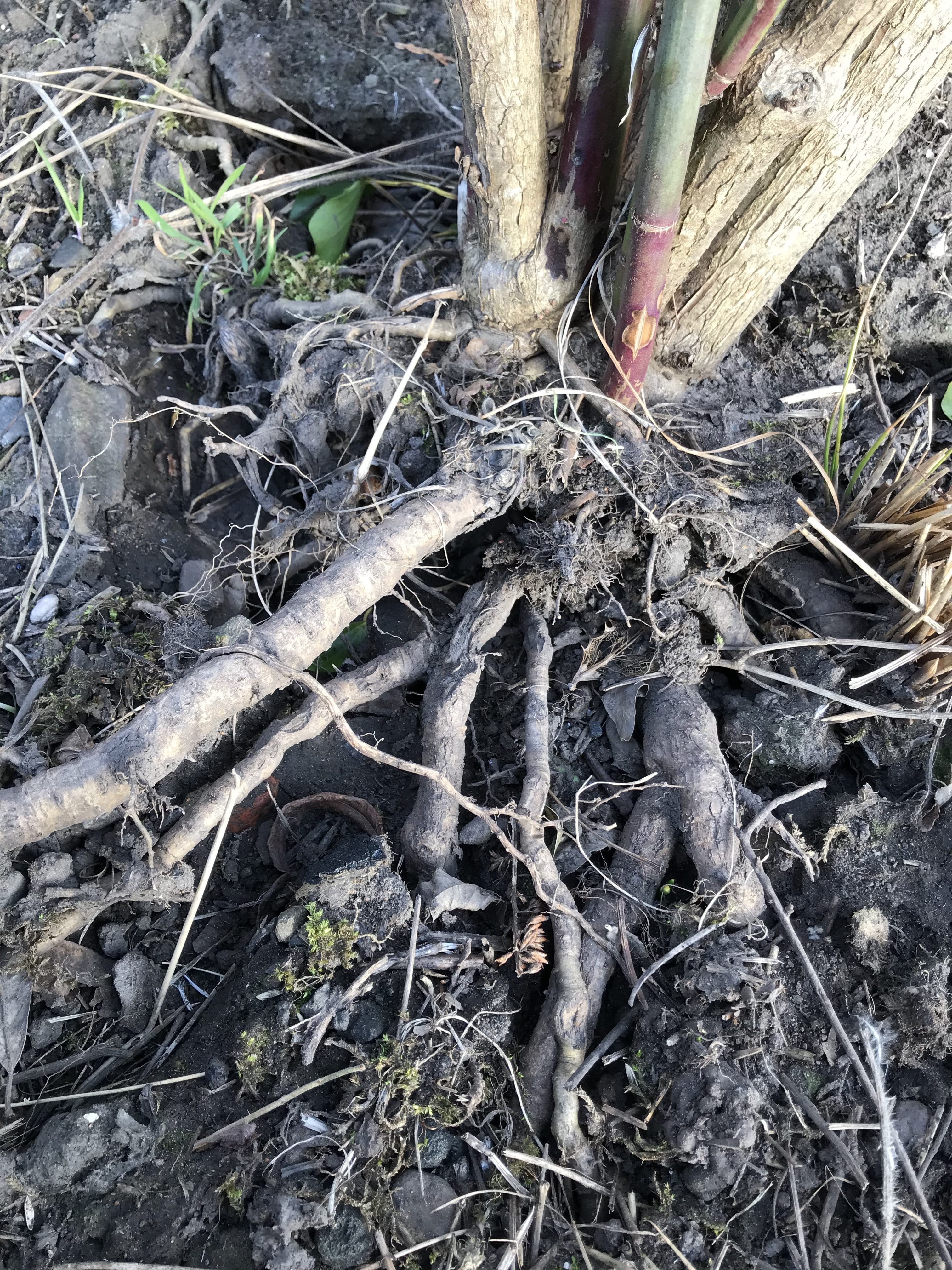
Wortels
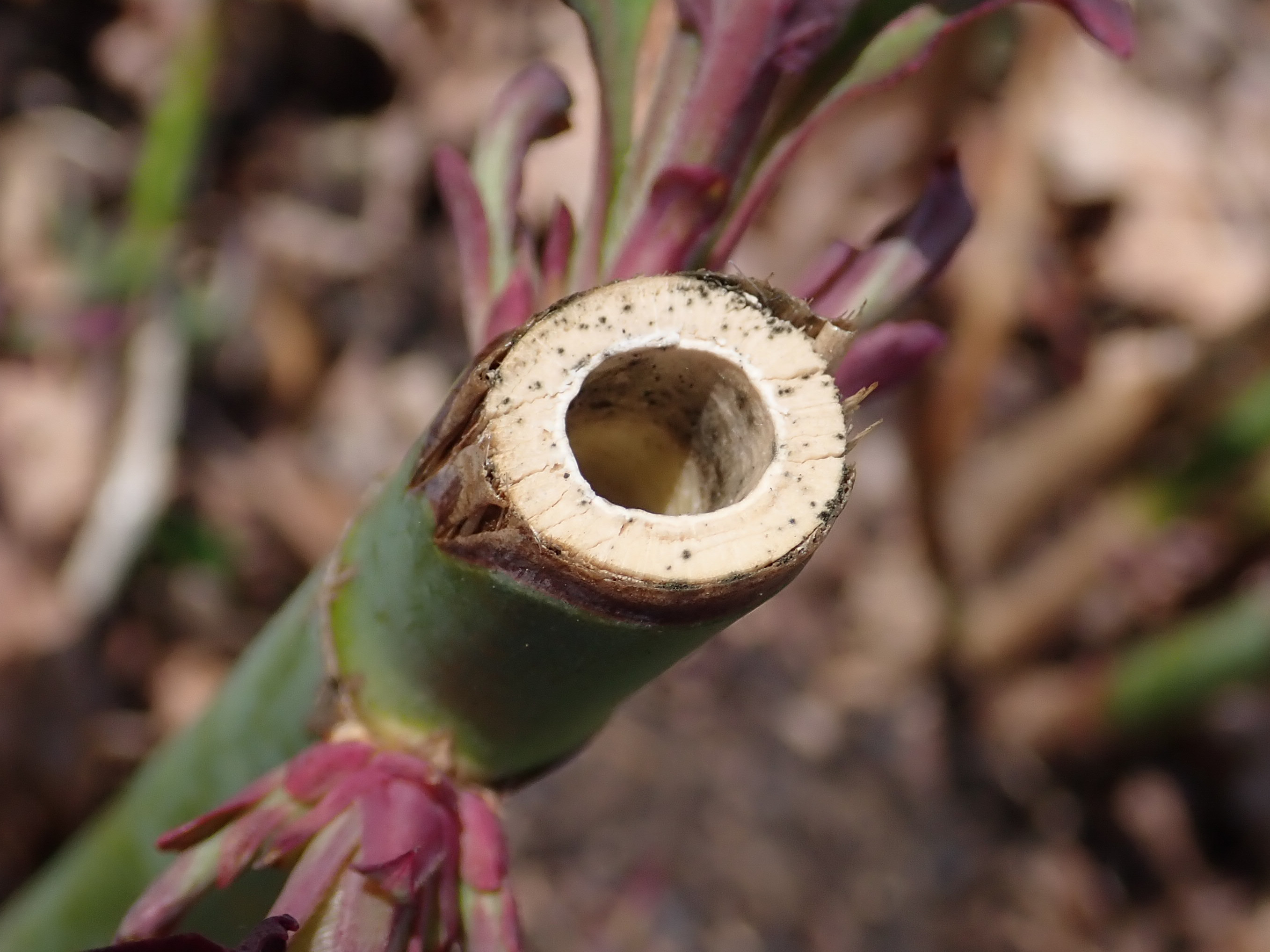
Holle tak
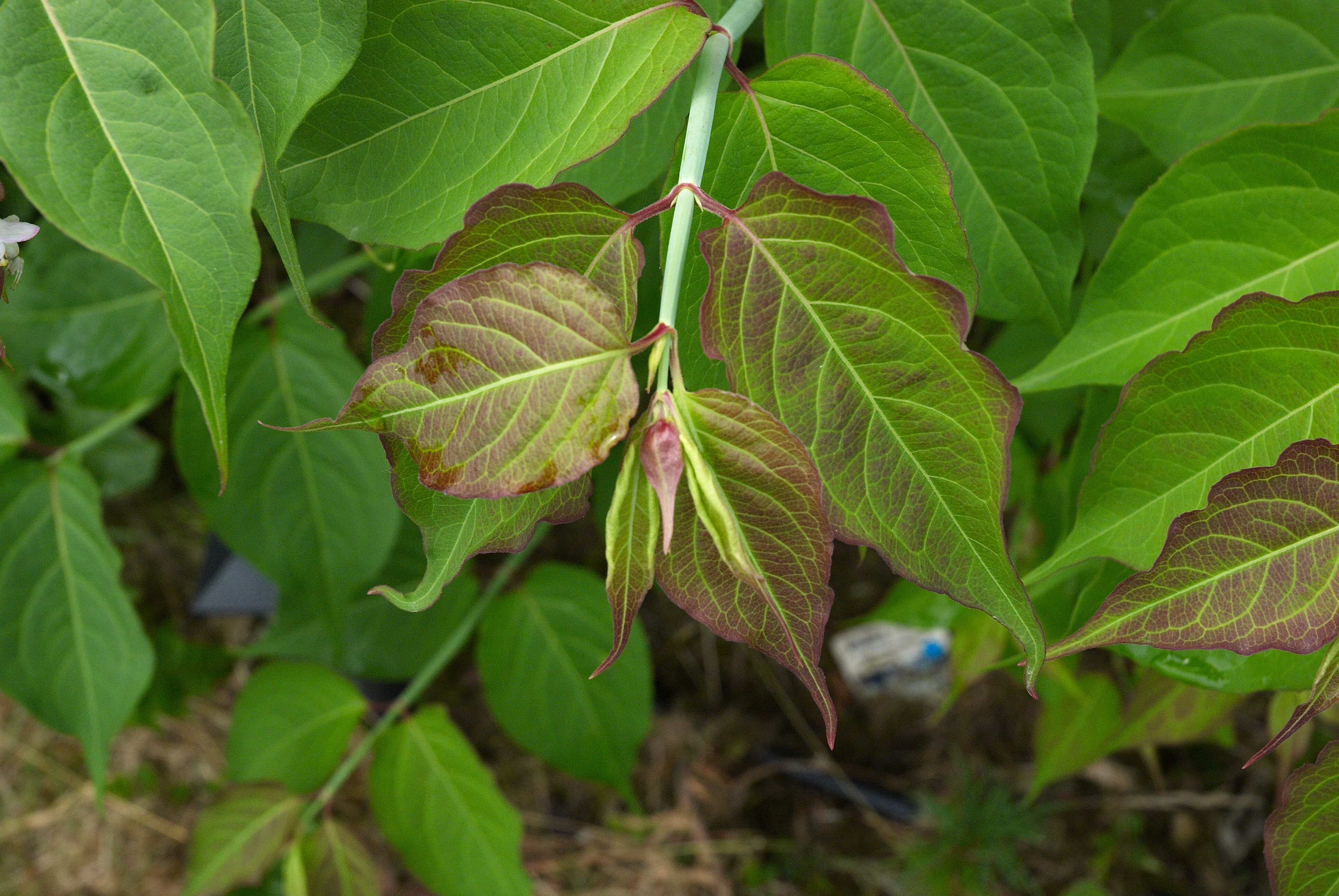
Bladeren
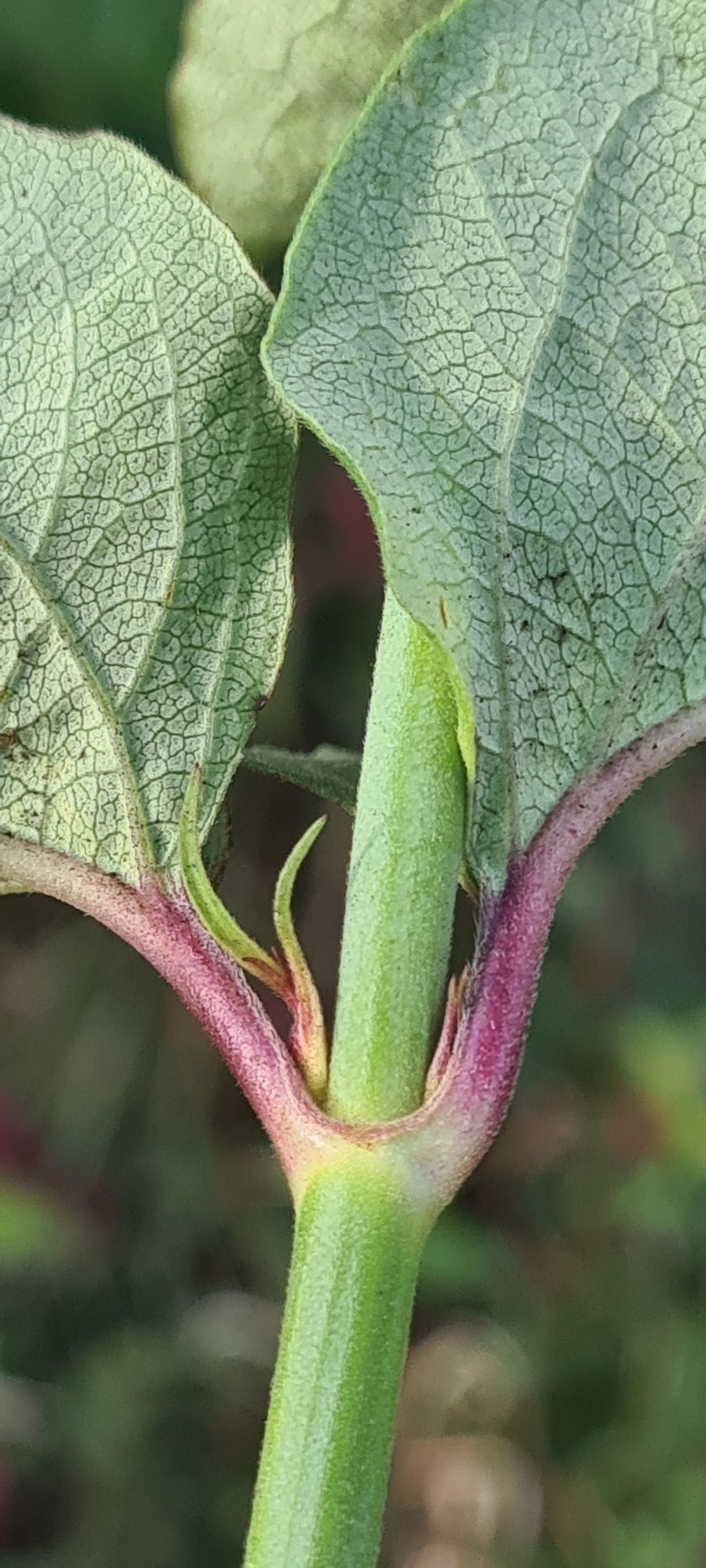
Blad
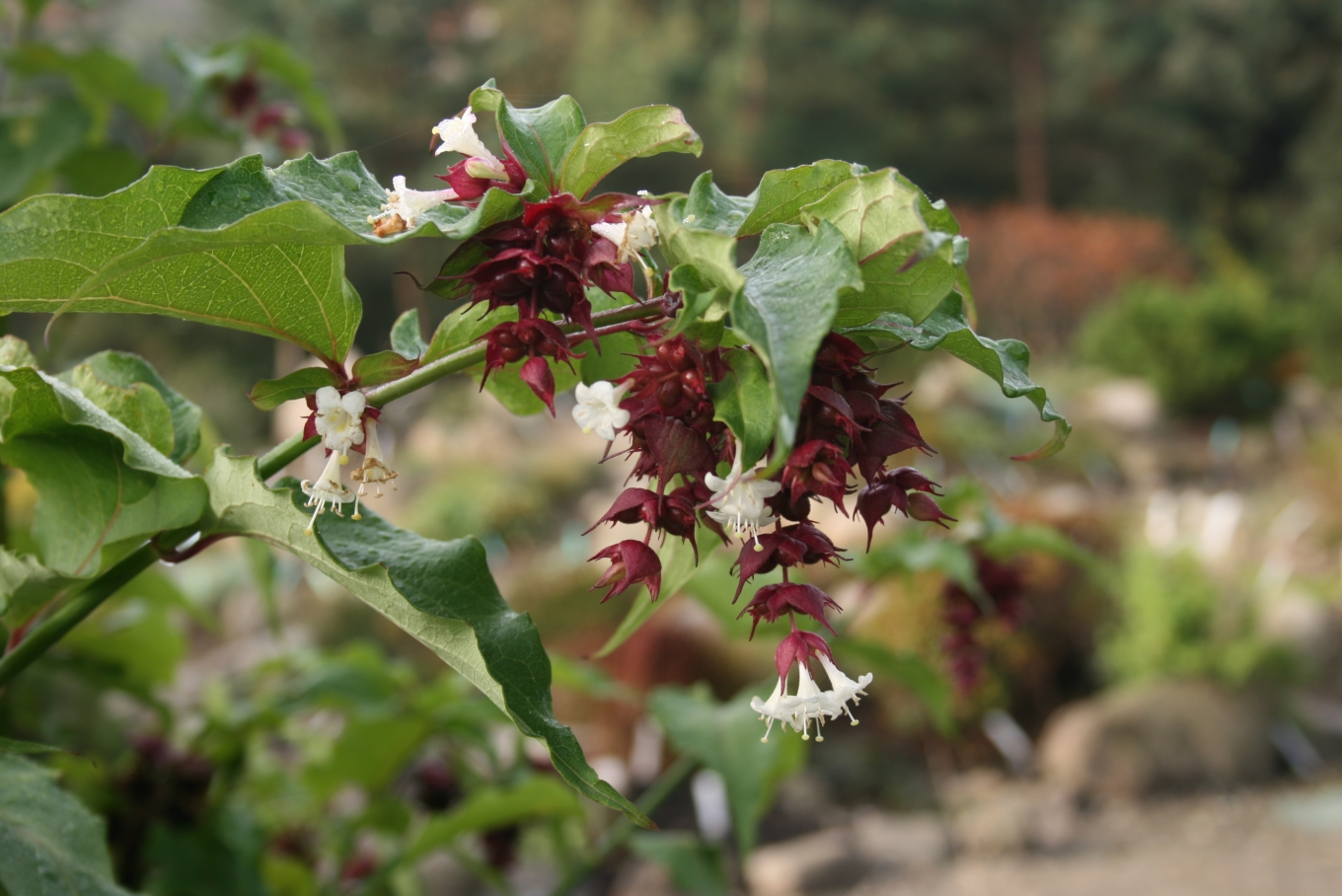
Bloeiwijze
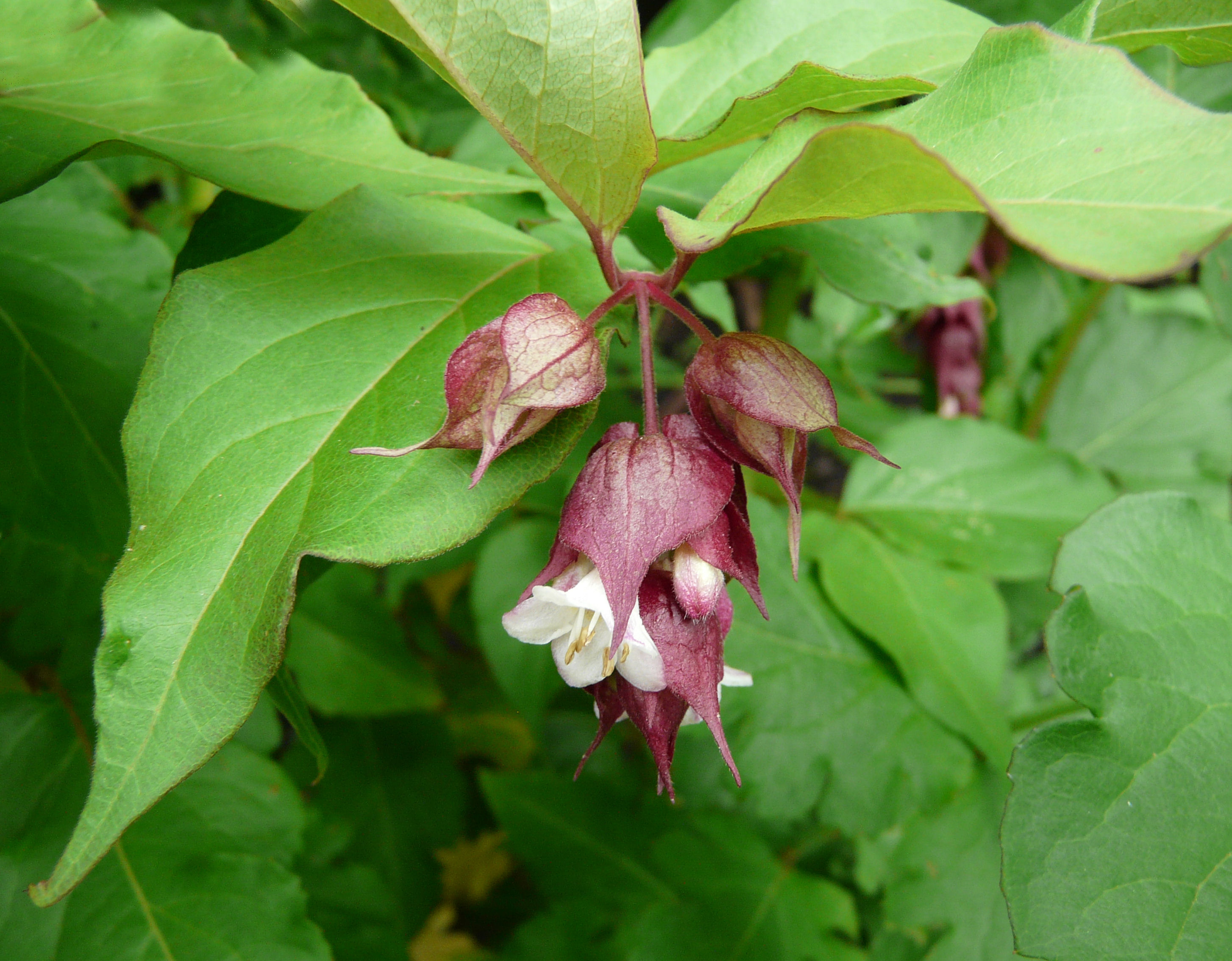
Bloem
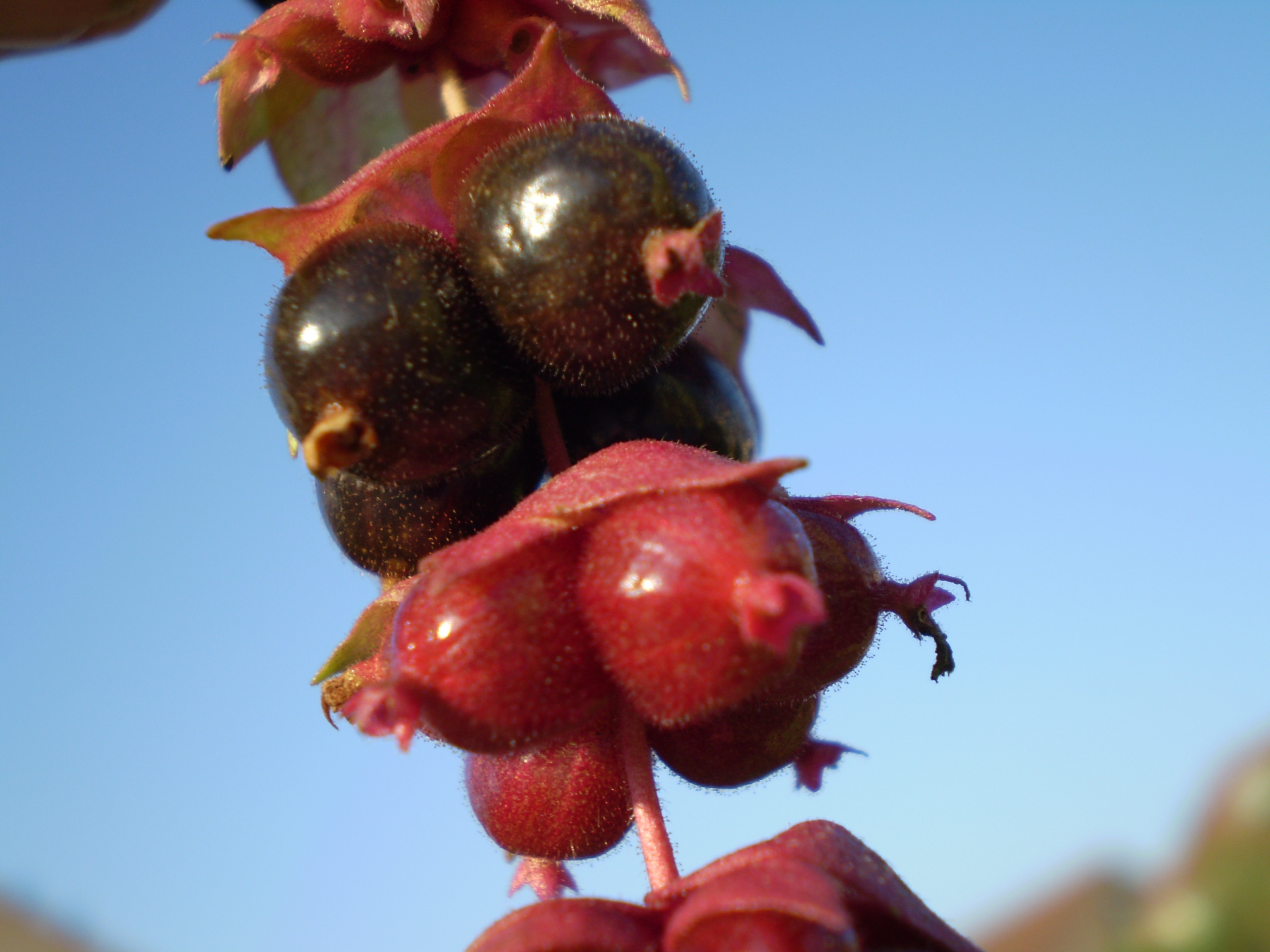
Vruchten

De fazantenbes komt voor op oude muren, in bossen, langs rivieroevers en in bermen.